# Allocnemis marshalli
Allocnemis marshalli е вид водно конче от семейство Platycnemididae. Видът не е застрашен от изчезване.

## Разпространение
Разпространен е в Замбия, Зимбабве, Малави и Мозамбик.